# Roman Polański
Roman Polański, geboren als Rajmund Roman Liebling (Parijs, 18 augustus 1933), is een Pools-Franse acteur en filmmaker van joodse afkomst. Sinds 1978 is hij voortvluchtig van het Amerikaanse rechtssysteem; In dat jaar ontvluchtte hij het land voordat de rechter uitspraak kon doen in de rechtszaak over het verkrachten van een dertienjarig meisje, waaraan Polański schuld had erkend. Hij is vooral bekend van films als Repulsion, Rosemary's Baby, Chinatown en The Pianist. Voor deze laatste film werd hem de Oscar toegekend voor beste regisseur.
Hoewel Polański tijdens zijn carrière veel verschillende genres beoefende, maakte hij vooral naam met psychologische thrillers die zich afspelen in een beperkte ruimte en waarin een sociaal beschermd personage langzaamaan aftakelt. Deze thrillers worden gekenmerkt door een pessimistisch wereldbeeld, zwarte humor en absurdisme.

## Biografie

### Vroege jeugd
Polański werd in 1933 geboren in Parijs als kind van Pools-joodse ouders. In 1937 verhuisden zijn ouders terug naar Polen. Nog geen twee jaar later werd Polen veroverd door nazi-Duitsland, waarna de gehele familie Polański werd opgesloten in het getto van Krakau.
In 1943 wist Polański uit het getto te ontsnappen, nadat zijn vader hem dat opgelegd had. Hij kwam terecht bij een Duitse familie, die enige tijd voor hem zorgde, tot ze hem op een dag naar een Poolse familie brachten. Deze familie woonde ver buiten de stad in een open landschap, een veiligere omgeving voor Polański, ver weg uit de handen van de nazi-Duitsers.
Polański's moeder was bij de ontruiming van het getto van Krakau overgebracht naar het concentratiekamp Auschwitz. Het kamp overleefde ze niet, in tegenstelling tot Polański's halfzus. Zij ging later in Parijs wonen. Na de oorlog keerde Polański terug naar Krakau waar hij weer in contact kwam met zijn vader. Die hertrouwde eind 1946 met Wanda Zajączkowska.

### De eerste films
In 1954 schreef Polański zich in op de filmacademie van Warschau. Hij had nooit gedacht dat hij toegelaten zou worden, omdat hij niet geloofde over veel talent te beschikken. Hij werd echter wel toegelaten en begon zo het nieuwe hoofdstuk in zijn leven.
In daaropvolgende jaren maakte Polański een reeks korte films. Vaak waren dit slapstick-komedies zonder dialoog. Doorgaans speelden onsympathieke personages hierin de hoofdrol, die andere vaak zielige maar goedaardige personages, onderdrukken. Aan het einde van deze films winnen de onsympathieke personages het vaak van de goede omdat, volgens de filosofie van Polański, mensen met een egoïstisch onsympathiek karakter domweg meer kans op overleven hebben.
De korte filmpjes van Polański hadden vaak een metaforische betekenis. Ze leken op het eerste gezicht onschuldig, maar wilden vaak wat zeggen over de politieke situatie in het communistische Polen. Een voorbeeld hiervan vormt Twee Mannen en een Kast. In deze slapstickkomedie komen twee mannen uit zee gelopen terwijl ze een loodzware kast met zich meedragen. De twee zijn aangespoeld in een land waar alles draait om hebzucht, rijkdom en luxegoederen. Ze kunnen er de taal niet spreken en niemand wil ze helpen. Bovendien vormt de kast een enorme belemmering voor hen: ze kunnen een hotel niet binnen, omdat de kast niet door de deur past. Uiteindelijk rest hun niets anders dan met de zware kast terug de zee in te lopen. Ze verdwijnen waar ze vandaan kwamen. De kast symboliseert de communistische regering die hen blijft achtervolgen en verhindert te genieten van kapitalistische rijkdom. Het land met de taal die ze niet kunnen spreken, symboliseert het onbegrip en de vijandigheid van westerlingen tegenover communisten. Twee Mannen en een Kast werd op de wereldtentoonstelling van Brussel bekroond met een prijs voor beste korte film.

### Successen

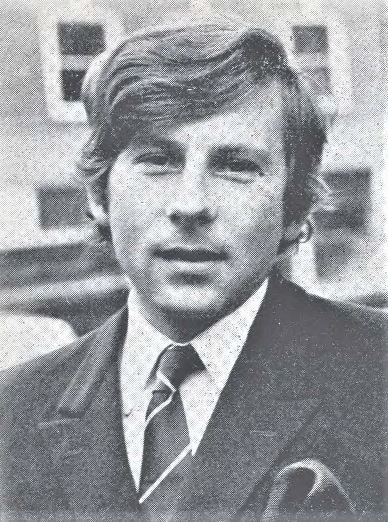
Polański in de jaren zestig

In 1962 maakte Polański zijn eerste lange speelfilm: Nóż w wodzie (Het mes in het water). Dit was de eerste film van het genre waarin hij zou uitblinken: de psychologische thriller. Het verhaal draait om een rijk echtpaar dat met hun zeiljacht een tochtje maakt. Onderweg pikken ze een jongeman op. Zijn aanwezigheid maakt bij de rijke man jaloezie los, waardoor een tweestrijd tussen de mannen ontstaat met als inzet de vrouw. Al snel blijkt het huwelijk lang niet zo gelukkig te zijn als het leek.
Nóż w wodzie werd door critici beschouwd als een meesterwerk en liet alle ingrediënten zien die de films van Polański later kenmerkten: een beperkte locatie, een mentale aftakeling van een sociaal omringd personage (in dit geval de rijke man), zwarte humor, absurdisme en veel symboliek: de piepkleine kajuit is een symbool voor de gevangenis die het huwelijk is. De rijke man die steeds naar zijn eigen gezicht kijkt in het spiegelgladde water is een metafoor voor zijn eigen twijfelende persoonlijkheid. Polański vertelt het verhaal zo min mogelijk middels dialogen en laat de psyche van de hoofdpersonen zien door middel van symbolen. Polański begint met een langzaam tempo, maar laat de spanning tussen de personages van kwaad tot erger worden. Uiteindelijk bouwt hij op tot een explosieve climax: de moord op de jongeman.
Na het succes van Nóż w wodzie vertrok Polański naar Engeland om daar in 1964 de thriller Repulsion op te nemen. Repulsion was in feite hetzelfde van opbouw als zijn voorganger met als grote verschil dat de hoofdpersoon dit keer een vrouw is die zich afzondert in een appartement en langzaam krankzinnig wordt. Bovendien ging deze film verder in het tonen van geweld, symboliek en absurdisme.
In 1965 maakte Polańksi Cul-de-sac, een zwarte komedie over een echtpaar dat gegijzeld wordt en langzaamaan bijna even gewelddadig wordt als hun gijzelnemers. Zo draaien ze de rollen van de macht om. Met Cul-de-sac koos Polański voor meer zwarte humor, meer slapstick en bovendien een surrealistische vormgeving met vreemd camerawerk.
Het succes van bovengenoemde drie films opende voor Polański de wegen naar Hollywood en hij maakte daar in 1967 de horrorparodie The Fearless Vampire Killers. Met deze film sloeg hij een compleet nieuwe weg in: Polański bracht dit keer een eerbetoon aan zijn voorliefde voor horrorfilms. The Fearless Vampire Killers is een van de weinige films die niet de typische Polański-thema's vertoont, hoewel ook hier de pessimistische wereldvisie aanwezig is. Polański bracht later nog twee keer een hommage aan een bepaald filmgenre: in 1974 maakte hij Chinatown, een eerbetoon aan de films noirs en detectivefilms uit de jaren '40, en in 1984 maakte hij met Pirates een parodie op de piratenfilm.
Een van de grootste successen uit Polański's carrière was de occulte thriller Rosemary's Baby (1968). In deze boekverfilming naar de roman van Ira Levin gaat opnieuw een vrouw haar mentale aftakeling tegemoet en lopen droom en werkelijkheid door elkaar. Sleutelmomenten blijven buiten beeld en de film laat het einde open. Veel critici beschouwen Rosemary's Baby als de beste film uit het oeuvre van Polański.

### Moord op Sharon Tate
Kort na het maken van Rosemary's Baby (1968) nam Polański's leven een onverwachte wending: terwijl hij in Londen was om de voorbereidingen van een nieuwe film af te ronden, werd zijn acht maanden zwangere vrouw Sharon Tate samen met andere aanwezigen, in hun eigen huis vermoord door de bende van Charles Manson (1969). Deze moord, die wereldnieuws was, betekende het volgende grote trauma in het leven van Polański.
Na de moord kwam Polański in een grote depressie, waarin hij, naar eigen zeggen, alleen maar slechte films maakte. Pas in 1974, met het succes van Chinatown, kroop hij uit deze depressie.
Op 11 maart 1977 werd Polański gearresteerd. Hij had in het huis van zijn vriend Jack Nicholson het dertienjarige meisje Samantha Gailey (tegenwoordig: Samantha Geimer) gedrogeerd en seksueel misbruikt. Polański werd in staat van beschuldiging gesteld. Om een proces inzake verkrachting van een minderjarige na het toedienen van drugs te vermijden, verklaarde hij zich in een plea bargain schuldig aan onwettig seksueel contact met een minderjarige. Hij moest zich melden bij een staatsgevangenis om een psychiatrisch onderzoek van 90 dagen te ondergaan. Volgens de plea bargain zou dit tegelijk zijn volledige gevangenisstraf uitmaken. Hij heeft hiervan 42 dagen voltooid, waarna het onderzoek vroegtijdig werd beëindigd. Toen Polanski er lucht van kreeg dat - in strijd met de overeenkomst - de rechter mogelijk een langere gevangenisstraf zou opleggen, vluchtte hij eerst naar Londen en vandaar naar Parijs. Polański was nog altijd Frans staatsburger. Een uitleveringsverzoek door de Verenigde Staten werd afgewezen, evenals een voorstel van de Amerikaanse autoriteiten om Polański in Frankrijk te berechten op basis van de Californische aanklacht. Sinds deze gebeurtenissen kan Polański niet naar de Verenigde Staten reizen, omdat hij bij aankomst zal worden gearresteerd.
In 1979 maakte hij Tess, een historisch drama dat hij opdroeg aan zijn vermoorde vrouw Sharon Tate. Ook deze film werd overschaduwd door een schandaal: Polański had tijdens de opnamen een relatie met de toen zeventienjarige hoofdrolspeelster Nastassja Kinski. Met Tess toonde hij zich een meester in een nieuw genre: de historische film.

### Latere films
In daaropvolgende jaren maakte Polański een aantal kleine en weinig succesvolle films die veelal een variatie waren op het soort films dat hij eerder had gemaakt. Tijdens die periode trouwde Polański met Emmanuelle Seigner, een actrice die in een groot aantal films van hem speelt (o.a. Frantic). Samen met Seigner kreeg Polański twee kinderen, Morgane (1993) en Elvis (1998). In 2002 maakte hij The Pianist en in 2005 Oliver Twist.
The Pianist is een oorlogsfilm waarin hij zijn eigen ervaringen als Holocaust-overlevende verwerkte. Polański beschouwt The Pianist als zijn filmisch testament en noemt hem zijn favoriete film. Polański kreeg hiervoor de Oscar voor beste regisseur. Ook won hij de Gouden Palm in Cannes.
Zijn laatste film, die na zijn arrestatie werd uitgebracht, was The Ghost Writer over een schrijver die ingehuurd werd om de biografie van een voormalige Britse premier (gebaseerd op Tony Blair) te herschrijven en daardoor bij een politieke intrige betrokken werd.

### Arrestatie
In 2005 vaardigde de Amerikaanse overheid een internationaal opsporingsbevel tegen hem uit vanwege het misbruik van Samantha Gailey in 1977. Omdat Polański voornamelijk in Frankrijk en Polen verbleef, landen zonder uitleveringsverdrag met de Verenigde Staten, wist hij aanhouding te voorkomen. Nadat hij bekendgemaakt had te komen opdagen voor de uitreiking van een prijs voor zijn gehele oeuvre op het Filmfestival van Zürich, greep de Zwitserse overheid (die wel een uitleveringsverdrag met de Verenigde Staten heeft) in, hoewel Polański bij eerdere verblijven in het land ongemoeid was gelaten. Op 27 september 2009 werd Polański op Luchthaven Zürich gearresteerd. Hij werd in preventieve hechtenis genomen, in afwachting van een uitleveringsverzoek van de Verenigde Staten. Zijn arrestatie veroorzaakte een golf van beroering en diverse bekende personen uit de filmwereld, alsook Frankrijk en Polen kwamen in actie om hem vrij te krijgen. Op 23 oktober 2009 verzochten de Verenigde Staten Zwitserland om Polański uit te leveren. In een open brief uitte Polański felle kritiek op de rechter van destijds. Op 12 juli 2010 hief Zwitserland zijn huisarrest op en werd hij weer vrij man. In januari 2015 verzochten de Verenigde Staten Polen om Polański uit te leveren. Op dat moment was hij veel in het land vanwege de voorbereidingen van een film. Eind oktober 2015 wees de rechtbank in Krakau het uitleveringsverzoek af. Minister van Justitie Zbigniew Ziobro stelde zonder succes hoger beroep in bij het Hooggerechtshof.

## Beschuldigingen van seksueel misbruik
In de periode 2010-2018 hebben twaalf vrouwen Polański beschuldigd van seksueel misbruik in het verleden. Bijna al deze vrouwen waren minderjarig op het moment van de veronderstelde feiten. Op 3 mei 2018 besloot de Oscar Academy Polański na veertig jaar lidmaatschap uit te sluiten vanwege deze beschuldigingen.
Bij de uitreiking van de belangrijkste Franse filmprijzen, de Césars, waarbij aan zijn film J’accuse over de Dreyfusaffaire, over antisemitisme in het Franse leger, onder meer de César voor beste regisseur werd toegekend, vonden in februari 2020 verschillende demonstraties plaats door feministische organisaties.

## Stijl
Polański is een specialist in drie genres: psychologische thrillers, parodieën op en eerbetonen aan beroemde filmgenres en historische dramas waarin eenzame personages opgejaagd worden en zoekende zijn in een chaotische wereld. De films worden gekenmerkt door veel symboliek die de psychische gesteldheid van de personages verbeeldt, zwarte humor, een pessimistische wereldvisie, paranormale elementen en veel seks en geweld. Een ander terugkerend element in Polański's werk is in elke film een sleutelmoment waardoor het verhaal kantelt.
Naast inhoudelijke, hebben Polański's films ook visuele kenmerken. Zo wordt vaak gebruikgemaakt van een voyeuristische manier van filmen: veel open ramen, schuin van achter een muur, in een spiegel, door een voorwerp heen. Hierdoor lijkt het alsof de kijker met het verhaal meegluurt. Ook worden voorwerpen of locaties vaak op een surrealistische manier in beeld gebracht. Dingen worden uit hun verband gehaald en vervreemdend uitgebeeld. Een voorbeeld hiervan is de manier waarop het appartement van Rosemary wordt uitgebeeld in Rosemary's Baby.

## Filmografie
- 1962: Nóż w wodzie
- 1965: Repulsion
- 1966: Cul-de-sac
- 1967: The Fearless Vampire Killers
- 1968: Rosemary's Baby
- 1971: Macbeth
- 1972: What?
- 1974: Chinatown
- 1976: The Tenant
- 1979: Tess
- 1986: Pirates
- 1988: Frantic
- 1992: Bitter Moon
- 1994: Death and the Maiden
- 1999: The Ninth Gate
- 2002: The Pianist
- 2005: Oliver Twist
- 2010: The Ghost Writer
- 2011: Carnage
- 2013: La Vénus à la fourrure
- 2017: D'après une histoire vraie
- 2019: J'accuse
- 2023: The Palace

## Belangrijkste prijzen

### Academy Award
Nominaties
- Beste buitenlandse film Nóż w wodzie (1964)
- Beste scenario Rosemary's Baby (1968)
- Beste regisseur Chinatown (1974)
- Beste regisseur Tess (1980)
- Beste film The Pianist (2002)

Gewonnen
- Beste regisseur The Pianist (2003)

### Golden Globe
Nominaties
- Beste scenario Rosemary's Baby (1968)
- Beste regisseur Tess (1980)

Gewonnen
- Beste regisseur Chinatown (1974)

### Gouden Palm(Filmfestival van Cannes)
Gewonnen
- The Pianist (2002)

### Zilveren Beer(Internationaal filmfestival van Berlijn)
Gewonnen
- Beste regisseur The Ghost Writer (2010)

## Trivia
- Er zit een klein eerbetoon aan deze regisseur in de film en musical Hair, in het nummer "Manchester England".
- De hoofdpersoon uit de roman Het schervengericht van A.F.Th. van der Heijden is gebaseerd op Polański tijdens zijn opname in de gevangenis Chino voor psychiatrisch onderzoek in het kader van het gerechtelijk onderzoek naar de verkrachting van de 13-jarige Samantha Gailey. In de roman is Polański vermomd en onder het pseudoniem Remo Woodehouse in de gevangenis, waar de medegevangene met wie hij het meest contact heeft de eveneens onherkenbare Scott Maddox is, in werkelijkheid Charles Manson (naam van de vader Scott, naam van de moeder Maddox), de leider van de Manson Family die in 1969 Polański's hoogzwangere vrouw Tate vermoordden.
- Het meisje met de rode jas (Roma Ligocka) in de film Schindler's List van Steven Spielberg is in werkelijkheid een nichtje van Roman Polański dat ook de Holocaust overleefde.
- Polański vervult op de albums The City en Blade Runner Trilogy van de Griekse componist Vangelis samen met zijn echtgenote, de Franse actrice Emmanuelle Seigner, een kleine gastrol als vertelstem.
- In de film Once Upon a Time in Hollywood (2019) van Quentin Tarantino wordt Polánski geportretteerd als de buurman van hoofdpersonage Rick Dalton. De rol van Polánski wordt vertolkt door de Poolse acteur Rafał Zawierucha. De film speelt zich af in de zomer van 1969, het jaar waarin Sharon Tate werd vermoord door leden van de Manson Family.
- Volgens Roman Polański is de mooiste ervaring in het leven vrij eenvoudig: Pantoffels aandoen, de krant nemen, zich naar het toilet begeven en voldoende tijd nemen om zich te ontlasten. [8]